# Crassitoniella
Crassitoniella is een geslacht van weekdieren uit de klasse van de Gastropoda (slakken).

## Soorten
- Crassitoniella carinata Ponder, 1965
- Crassitoniella erratica (May, 1913)
- Crassitoniella flammea (Frauenfeld, 1867)
- Crassitoniella thola (Ponder, 1965)